# Wilk kaspijski
Wilk kaspijski (Canis lupus cubanensis) – endemiczny podgatunek wilka szarego, krytycznie zagrożony, zamieszkuje tereny na południowo-wschodnich obszarach Rosji pomiędzy Jeziorem Kaspijskim a Morzem Czarnym. Występuje w górskich, gęstych lasach strefy klimatu umiarkowanego i nizinach przybrzeżnych, buczynach, dąbrowach i lasach grabowych. Zamieszkuje także górskie stepy z karłowatymi krzewami. Nieco mniejszy od wilka euroazjatyckiego Canis lupus lupus, o większej głowie. Poluje m.in. na sarny i jelenie szlachetne.